# Parc Kellermann
Der Parc Kellermann ist eine Grünfläche im 13. Arrondissement von Paris. 

## Lage und Namensursprung
Die Anlage ist nach dem französischen General François-Christophe Kellermann benannt. Das Areal liegt im Südwesten des 13. Arrondissement zwischen den Boulevards des Maréchaux (Abschnitt Boulevard Kellermann) und dem Boulevard périphérique.
Der Park hat fünf Eingänge: Boulevard Kellermann, Rue de la Poterne des Peubliers, Rue Max Jacob, Rue Keufer und Rue Paul Bourget.

## Geschichte
Vor der Urbanisierung des Bezirks entsprach das Gebiet des Parc Kellermann dem Umland des Flussbetts der Bièvre, die, kurz nachdem sie sich in zwei Arme teilt, hier bei dem Poterne des Peubliers auf das heutige Gebiet der Gemeinde Paris traf. Dieser Teil des Flusses wurde 1935 auf einer Länge von 476 Metern als letzter in Paris zugeschüttet und verschwand 1912 intra muros vollständig.
In den 1840er Jahren wurde die Thierssche Stadtbefestigung gebaut, die ganz Paris umgab. Der Boulevard Kellermann führte nun an der Mauer entlang. Das Gebiet unmittelbar südlich der Befestigungen ist ein unbebautes Gelände. Nach dem Deutsch-Französischen Krieg (1870/71) wurde die Wehrmauer überflüssig und wurde ab 1919 abgerissen.
Ab Mitte der 1920er Jahre wurde die Zone saniert und 1937 der Parc Kellermann angelegt, der den Namen des Reichsmarschalls François-Christophe Kellermann erhielt; er wurde 1960 renoviert.

## Besonderheiten
Der Parc Kellermann umfasst 5,6 Hektar und ist damit die größte Grünfläche im 13. Arrondissement und die größte der Pariser Grünflächen, die nach der Zerstörung der Thierschen Mauer entstanden sind (nach dem Parc omnisports Suzanne Lenglen). Im Osten schließt sich der Jardin Laure Albin Guillot an, der die Verbindung zur Avenue de la Porte d’Italie herstellt.
Die Grünanlagen des Parks erstrecken sich über drei Bereiche, durch die ein Bach führt, der in einem Wasserfall endet. Außerdem gibt es in dem Park Spiel- und Sportplätze.
Am 13. Januar 2018 wurde ein pädagogischer Landwirtschaftshof in Parknähe eröffnet. Einige Tiere wurden von Züchtern aus der Île-de-France oder der Normandie gekauft (Ziegen, Schafe, Kaninchen, Hühner, Puten und eine Pute).
Der Eingang ist mit der Skulptur Les Rochers dans le Ciel von Didier Marcel geschmückt, die früher auf dem Place Farhat Hached stand.

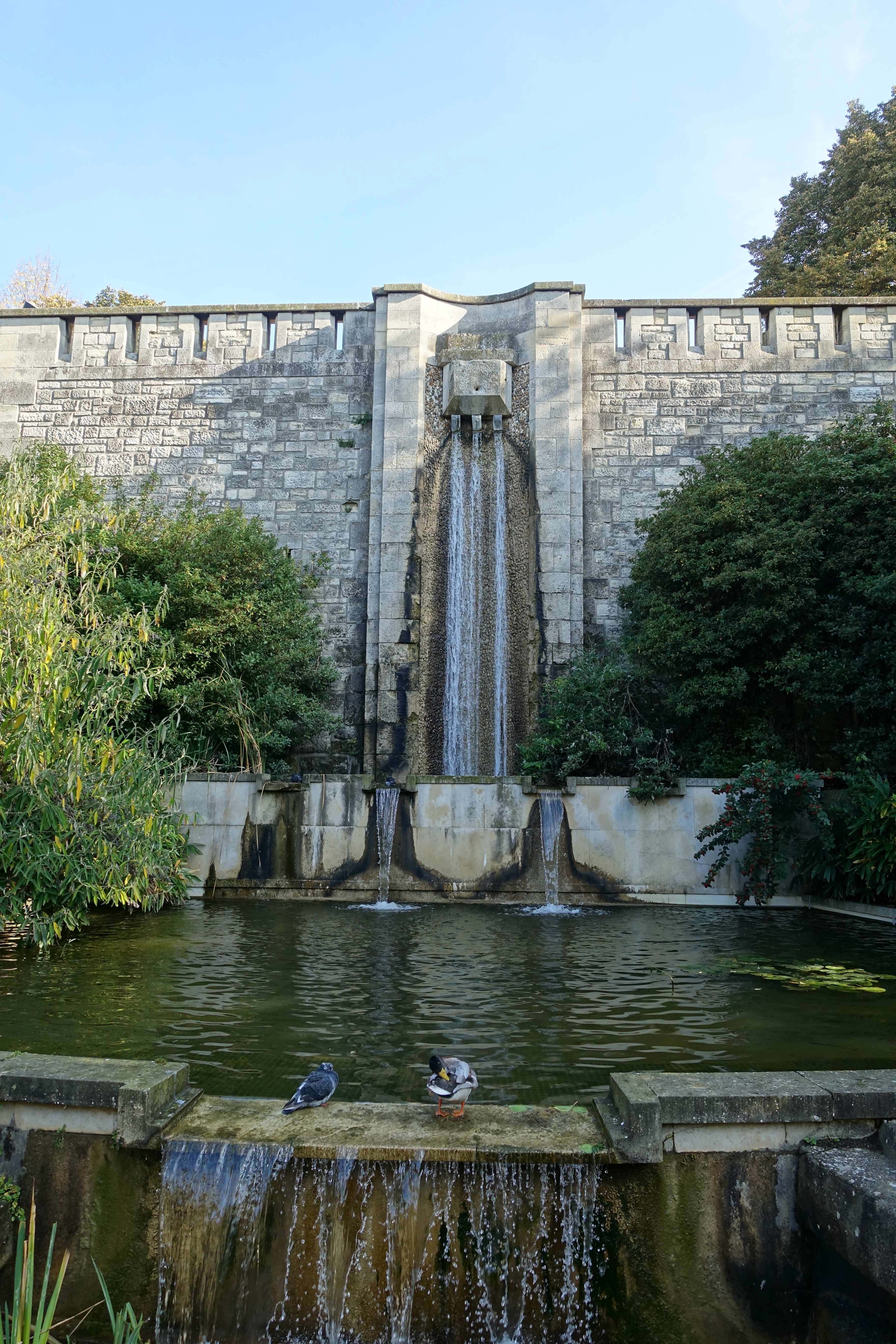
Wasserfall
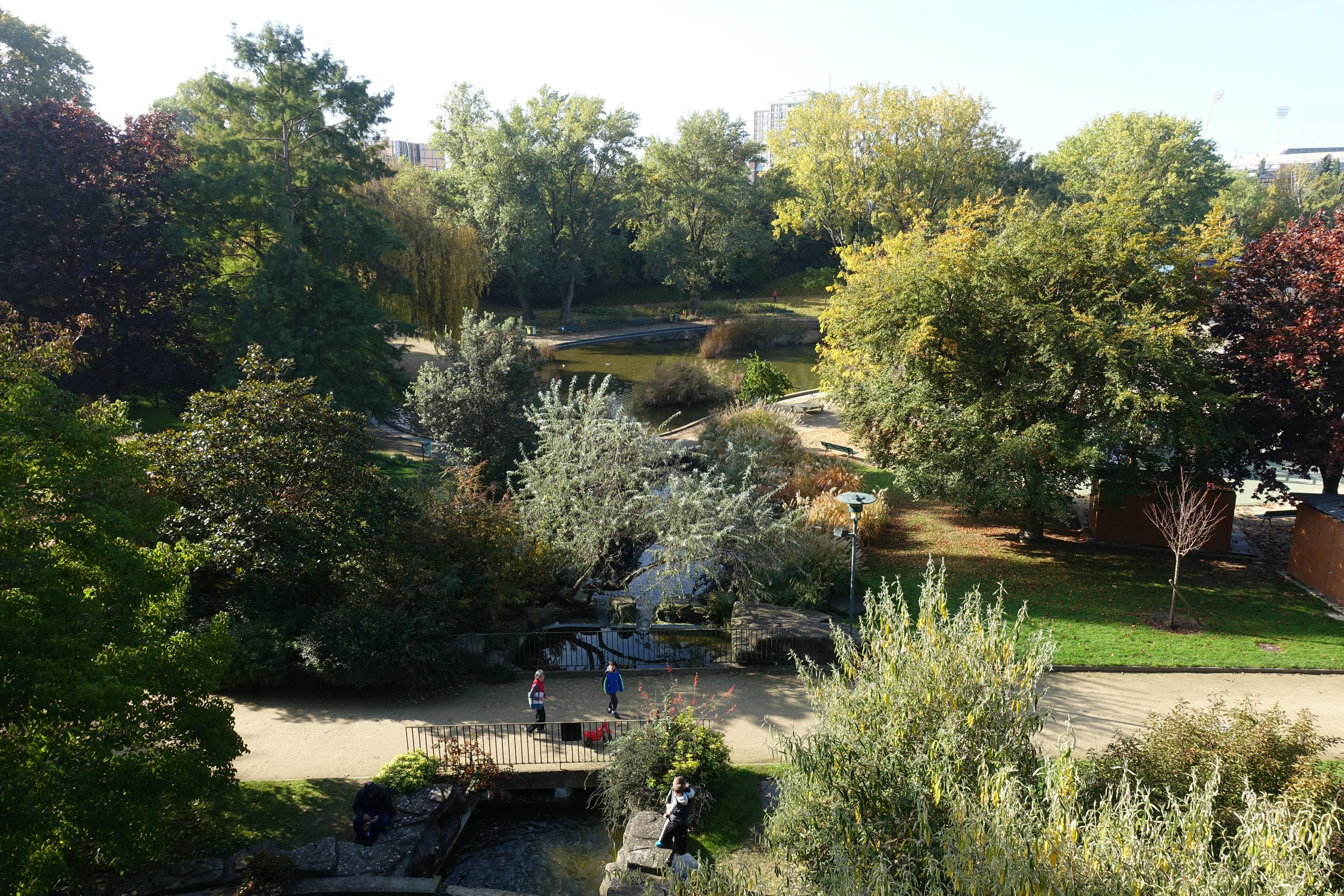
Untere Ebene